# Brachycorythis kalbreyeri
Brachycorythis kalbreyeri är en orkidéart som beskrevs av Heinrich Gustav Reichenbach. Brachycorythis kalbreyeri ingår i släktet Brachycorythis och familjen orkidéer. Inga underarter finns listade i Catalogue of Life.